# Колодіївка (зупинний пункт, Південно-Західна залізниця)
Колодіївка — пасажирський зупинний пункт Коростенської дирекції Південно-Західної залізниці (Україна), розміщений на дільниці Звягель I — Житомир між зупинними пунктами Юльянівка (відстань — 3 км) і Дубовець (5 км). Відстань до ст. Звягель I — 63 км, до ст. Житомир — 28 км.
Розташований за 1 км на захід від Ясногірки Житомирського району.
Відкритий 1974 року.